# Susana Amundaraín
Susana Amundaraín (Caracas, Venezuela, 6 de febrero de 1954) es una artista visual venezolana. 

## Biografía
Entre 1974 y 1976 realiza estudios de arte en el Metropolitan State College en Denver (Colorado, Estados Unidos), donde obtiene la licenciatura en artes. Regresa a Caracas y participa en exposiciones colectivas como el IV Salón Fondene (Sede de Fondene, Porlamar, Edo. Nueva Esparta, 1978) y el V y VI Salón Nacional de Jóvenes Artistas. En 1980 obtiene una beca de posgrado de Fundayacucho e inicia su maestría en artes plásticas en la Universidad de Denver (Colorado, Estados Unidos), que culmina en 1982. Orienta sus estudios hacia la multidisciplinaridad, bajo la tutoría de Mel Strawn. A lo largo de 1982 participa activamente en manifestaciones artísticas experimentales como Untitled (performance con Michael Meyers, Universidad de Denver), Selket (performance con Bill Gian, Spark Gallery), Her body within (performance e instalación, Galería River, Denver, Colorado, Estados Unidos), Nefertiti’s dream (obra multimedia de Bill Gian, Centro de Bellas Artes, Houston, Texas, Estados Unidos). Presenta su exposición de tesis en la Galería de la Escuela de Arte de la Universidad de Denver y regresa a Caracas a fines de 1982, donde dicta clases de educación especial en el Centro Experimental de Artes y Ciencias del ME (hasta 1986). En 1983 realiza su primera exposición individual en la Galería Ángel Boscán, participa en el Salón Nacional de Jóvenes Artistas y, al año siguiente, en la II Bienal Nacional de Dibujo y Grabado y en el XLII Salón Arturo Michelena. En 1985 obtiene el Premio Harijs Liepins en el XLIII Salón Arturo Michelena con Suibue (acrílico sobre tela, colección GAN). Ese año forma parte de la colectiva “Artistas de Venezuela por Amnistía Internacional” (Ateneo de Caracas y Museo de Barquisimeto) y comienza a dictar talleres de artes visuales en el Centro Educativo APUCV de Caracas (hasta 1987). En 1986 presenta la exposición individual “Endoceptos para mirar” (Galería Arte Hoy, Caracas). “La artista recurre al término psicológico endocepto de Silvano Arieti, para expresar a través de su pintura una serie de sentimientos interiores difíciles de definir y que se pueden explicar más como atmósferas” (Hernández, 1994, p. 13). También forma parte de la colectiva “Al filo de la modernidad” (MBA); participa en el XLIV Salón Arturo Michelena y dicta clases de dibujo en el Instituto Federico Brandt (hasta 1989). En 1987 presenta las muestras “El espacio interior del paisaje” (Los Espacios Cálidos) y “Dibujos” (Galería Vía, Caracas); ilustra la portada del catálogo y el afiche del Gran Premio Christian Dior de Artes Visuales (Centro de Arte Euroamericano, Caracas) y el catálogo Una de la otra del grupo Contradanza. Junto con Bill Gian, presenta “Paralelos” en la Galería Arte Hoy (Caracas). En 1988 participa en colectivas como el I Salón Nacional de Artes Plásticas (MBA), la IV Edición del Premio Eugenio Mendoza (Sala Mendoza), “La imaginación de la transparencia” (MBA) y “Arte-factos” (Galería Vía, Caracas), y, en AMA 44 1989, en el Salón Nacional de Pintura (MAVAO), “Un siglo de flores” (Ateneo de Caracas), la I Bienal Christian Dior (MACC) y la itinerante “Amazonia III”. También en 1989 expone junto a Luis Lizardo en el Consulado de Venezuela (Nueva York). Susana Amundaraín comienza por entonces a incorporar formas tridimensionales a sus pinturas e inicia una investigación como profesora invitada en la Tisch School of ArtPerformance Studies de la Universidad de Nueva York, bajo la tutoría de Peggy Phelan, a partir del cual desarrolla un proyecto expositivo cuyo objetivo era relacionar las artes plásticas con las escénicas. En esa época dona su obra Chimanta Ur al MBA y en 1990 presenta la exposición “111 dibujos” (Galería Vía, Caracas) y edita un libro bajo el mismo título en el que reproduce los dibujos expuestos junto a textos de Xiomara Moreno; realiza la escenografía de la obra teatral Autorretrato de artista con barba y pumpá, de José Ignacio Cabrujas, dirigida por José Simón Escalona, y participa en las colectivas “Arte abstracto” (Galería Arte Hoy, Caracas), “25 Years of Metro Art” (Centro para las Artes Visuales, Denver, Colorado, Estados Unidos), “10 de los 80 en los 90/parte 1” (Sala CANTV), “Los 80. Panorama de las artes visuales en Venezuela” (GAN) y “Venezuela: the Next Generation” (itinerante por varias ciudades de Estados Unidos y Europa). En 1991 expone sucesivamente en las embajadas de Venezuela en Washington y Ciudad de México, y participa en “De Caracas a Bogotá” (Museo de Arte Moderno, Bogotá), “Amarillo, azul y rojo: Contemporary Venezuelan Art” (Hong Kong), “44 x 44 x 44” (Centro de Arte Euroamericano, Caracas), “El espíritu de los tiempos” (junto a Xiomara Moreno, Los Espacios Cálidos) y la III Bienal de Guayana. En 1992, Amundaraín es incluida en “Un marco por la Tierra: proyecto de integración latinoamericana de arte y ecología”, que se presenta en varios países latinoamericanos, “Entre trópicos: artistas contemporáneos de los países miembros del Grupo de Río” (MACCSI) y “Monocromías latinoamericanas: un solo color” (Museo de Arte de Maracay). Asimismo presenta una exposición conjunta con Luis Lizardo en el Bolívar Hall (Casa de Miranda, Londres), obtiene el primer premio de pintura en el XVII Salón Aragua (Museo de Arte de Maracay) y presenta “De derivados” (Galería Vía, Caracas), en la que crea interconexiones entre la pintura y el dibujo. Ese mismo año la empresa Financorp edita una monografía de la artista titulada Susana Amundaraín: una selección de obras 1980/1992, con textos de Phyllis Tuchman y Eliseo Sierra, en la que se señala que Amundaraín pinta “paisajes abstractos” en el sentido menos convencional, y que “las abstracciones que pinta son una ‘forma pura de realismo’” (Tuchman, 1992). En 1993 recibe el Premio Municipal de Teatro a la Mejor Escenografía con El príncipe constante de Calderón de la Barca (dirigida por José Simón Escalona) y diseña las escenografías de Bodas de sangre de Federico García Lorca (dirigida por Nenni Delmestre) y Troyanas de Eurípides (dirigida por Javier Vidal). Paralelamente participa en “Venezuela es así” (Casa de América, Madrid). En 1994 es incluida en las colectivas “Post modern botanical” (Pittsburgh, Pensilvania, Estados Unidos) y en el Gran Premio Bienal Dimple 15 Años (MACCSI), y presenta la individual “Explosión de una memoria” en el MBA, basada en una obra teatral del dramaturgo alemán Heiner Mü- ller. En 1995 expone en el MACCSI dentro de la colección Ignacio y Valentina Oberto, y en el Salón Internacional Estampa (Madrid). Al año siguiente participa en la colectiva de artistas abstractos “Messages from the interior” (Sound Shore Gallery, Nueva York) y en 1997 en “Norte del sur: Venezuelan art today” (Philbrook Museum of Art, Tulsa, Estados Unidos). Desde 1994 reside en Pittsburgh, donde desarrolla su trabajo pictórico; desde 1996 es profesora invitada del Chatham College (Pittsburgh) y, desde 1997, de la Universidad de Virginia Occidental (Huntington, Virginia, Estados Unidos). USH, un acrílico de gran formato de Susana Amundaraín, de 1987, se cuenta entre la colección GAN.

## Exposiciones individuales relevantes.
- 2015 The Studios at East Falls, Philadelphia. Paintings, with Brian Dickerson. Philadelphia, PA, USA.
- 2014 Chatham Art Gallery. “Birdhouse”.Pittsburgh, PA, USA.
- 2011 Harrisburg College (HACC). Gettysburg, PA, USA.
- 2008 Diaz Mancini Gallery. “Drawings”. Caracas, Venezuela.
- 2006 Díaz Mancini Gallery. “Transitio: Paintings”. Caracas.
- 2002 Chatham College Art Gallery. Pittsburgh, PA, USA.
- 2000 Painting Installation/Show as part of Clepsydra, a collaborative multimedia piece. Associated Artists of Pittsburgh, Pittsburgh, PA, USA.
- 1998 Díaz Mancini Gallery. Caracas, Venezuela.
- 1997 Chatham College Art Gallery. Pittsburgh, PA, USA.
- 1997  Gettysburg College Art Gallery. Gettysburg, PA, USA.
- 1996 ZDF German TV Network. New York, NY, USA.
- 1995 Museo de Arte Contemporáneo de Maracay. Aragua, Venezuela.
- 1994 Museo de Bellas Artes de Caracas. Caracas, Venezuela.
- 1994  808 Penn Modern Gallery. Pittsburgh, PA, USA.
- 1993 Díaz Mancini Gallery. Caracas, Venezuela.
- 1992 Bolívar Hall (with Luis Lizardo). London, England/ VIA Gallery. Caracas, Venezuela.
- 1991 Venezuelan Embassy. Washington DC, USA.
- 1991 Venezuelan Embassy. Mexico DF, Mexico.
- 1990 VIA Gallery. Caracas, Venezuela.
- 1989 Arte Hoy Gallery. Caracas, Venezuela.
- 1987 Los Espacios Cálidos Gallery. Ateneo de Caracas.
- 1987  VIA Gallery. Caracas, Venezuela.
- 1987  Arte Hoy Gallery. Caracas, Venezuela.
- 1986 Arte Hoy Gallery. Caracas, Venezuela.
- 1983 Angel Boscán Gallery. Universidad Central de Venezuela. Caracas, Venezuela.
- 1982 University of Denver Art Gallery. Denver, CO, USA.

## Premios
- 2014 Grant recipient. VAEA Foundation, New York, NY.
- 2012 Yaddo Residency recipient. Saratoga Springs, NY, USA
- 2006 City Award of Theater to the best set design for "Autorretrato de Artista". Caracas, Venezuela.
- 1999 Grant recipient, for ”Clepsydra, an installation with 13 performers.” Howard Heinz Endowment for Small Arts Organizations,      through the sponsorship of the Associated Artists of Pittsburgh. Pittsburgh, PA, USA.
- 1999 Grant support from First Night Pittsburgh for the production of “Clepsydra”. Pittsburgh, PA, USA.
- 1996 Grant recipient for painting. The Elizabeth Foundation for the Arts, New York, NY, USA.
- 1993 City Award of Theater to the best Set Design for "The Constant Prince". Caracas, Venezuela.
- 1992 First Award to Painting. XVII Salón Nacional de Arte. Aragua, Venezuela.
- 1992 Financorp's selected artist for annual publication. Caracas, Venezuela.
- 1992 Play/Set Design "Autorretrato de Artista con barba y pumpá." Selected by Search Committee from Essen to participate in the International Theater Festival. Essen, Germany.
- 1991 CONAC Grant Award for Visual Artists. Caracas, Venezuela.
- 1989-90 Visiting Scholar Award. Performance Studies, Tisch School of the Arts, New York University, NY, USA.
- 1985 Painting Award to New Expressions in the Arts. Juried Salón Arturo Michelena. Valencia,Venezuela.
- 1980-1982 Graduate Fellowship. Fundación Gran Mariscal de Ayacucho. Caracas, Venezuela.

## Colecciones relevantes en las cuales se encuentra representada
- Banco Central, Denver, Colorado, Estados Unidos.
- Conac. Caracas
- Fundación Noa Noa, Caracas.
- Fundación Polar, Caracas.
- GAN.Caracas
- MACMMA.
- Mamja.
- MBA.
- Museo de Arte Moderno, Bogotá.
- MAC Caracas.